# Wacław Krośnieński
Wacław Krośnieński (ur. pomiędzy 1389 a 1397, zm. 1430 lub 1431) – książę głogowski od 1412/1413 z braćmi Henrykiem IX i X, od 1417/1418 samodzielnie w Krośnie, Świebodzinie i Bytnicy.
Wacław był czwartym pod względem starszeństwa (najmłodszym) synem księcia żagańskiego Henryka VIII Wróbla i Katarzyny opolskiej. Od 1412 lub 1413 w wyniku podziału spadku po ojcu objął wraz ze starszymi braćmi Henrykami IX i X księstwo głogowskie. W 1417 lub 1418 roku Henrykowie wydzielili mu udzielne księstwo, które objęło swoim zasięgiem Krosno Odrzańskie, Świebodzin i Bytnicę.
Książę krośnieński jako lennik Zygmunta Luksemburskiego uczestniczył w jego koronacji na króla czeskiego w Pradze 28 lipca 1420, w zjeździe w Preszburgu (Bratysławie) trzy lata później, wreszcie w walkach z wojskami husyckimi.
Wacław krośnieński zginął w 1430 lub 1431 w wyniku wybuchu armaty, z którą się nieostrożnie obchodził. Ponieważ pozostawał w stanie bezżennym i nie pozostawił potomstwa – całość dziedzictwa po nim otrzymał starszy brat Henryk IX.